# ذي روبة (القريشية)

تعديل مصدري - تعديل

ذي روبة هي إحدى قرى عزلة قيفه ال محن لظهرة بمديرية القريشية التابعة لمحافظة البيضاء، بلغ تعداد سكانها 37 نسمة حسب تعداد اليمن لعام 2004.